# Джюрович, Видое
Видое «Кеша» Джюрович (серб. Видоје "Кеша" Ђуровић; 1911, Велети, около Даниловграда — 13 марта 1942, Даниловград) — югославский черногорский экономист, партизан Народно-освободительной войны Югославии, Народный герой Югославии.

## Биография
Родился в 1911 году в селе Велети около Даниловграда. Окончил начальную школу и младшие классы гимназии в Даниловграде, а также экономическое училище в Подгорице. В 1932 году поступил в Высшую коммерческую школу Загреба, позднее перевёлся на экономический факультет Загребского университета. Член Союза коммунистической молодёжи Югославии с 1932 года, член Коммунистической партии Югославии с 1936 года.
На фронте Народно-освободительной войны Югославии с 1941 года, в дни восстания 13 июля командовал 1-й Петрушинской ротой, позднее 1-м РПетрушинским батальоном. После образования Зетского партизанского отряда назначен командиром 1-го ударного батальона в отряде.
13 марта 1942 погиб в бою за Даниловград от взрыва вражеской гранаты.
Указом Президиума Народной Скупщины Федеративной Народной Республики Югославии от 5 июля 1952 года посмертно награждён орденом и званием Народного героя Югославии.